# Józef Świerczyński
Józef Świerczyński (ur. 19 stycznia 1893 w Byszewach, zm. wiosną 1940 w Charkowie) – pułkownik dyplomowany kawalerii Wojska Polskiego, ofiara zbrodni katyńskiej.

## Życiorys
Syn Józefa Makarego Wawrzyńca (1861–1913) i Heleny Anny z Plichtów (1870–1934) urodzony w Byszewach, w ówczesnym powiecie brzezińskim guberni piotrkowskiej. Jego przodkowie po mieczu pieczętowali się herbem Ostoja. Starszy brat Wincentego (1894–1940), kapitana artylerii, który również został zamordowany w Charkowie. W latach 1911–1913 jego korepetytorem był Jarosław Iwaszkiewicz. Egzamin maturalny zdał w 4 Gimnazjum Filologicznym w Kijowie. Ukończył cztery semestry na Wydziale Prawa Uniwersytetu Kijowskiego.
Od 1 grudnia 1914 do 1 maja 1915 był junkrem w Szkole Kawalerii w Jelizawetgradzie (ros. Елисаветградское кавалерийское училище). Po ukończeniu szkoły został przydzielony do 7 zapasowego pułku kawalerii (ros. Запасной 7-й кавалерийский полк), a 1 sierpnia 1915 wcielony do 14 Mitawskiego Pułku Huzarów na stanowisko młodszego oficera. W szeregach tego oddziału walczył na I wojnie światowej. 1 maja 1917 został dowódcą szwadronu. Od 1 grudnia 1917 do 1 czerwca 1918 służył w 2 pułku ułanów I Korpusu Polskiego na stanowisku dowódcy szwadronu karabinów maszynowych, a od 1 sierpnia 1918 w 2 pułku piechoty Polskiej Siły Zbrojnej na stanowisku młodszego oficera kompanii.
15 października 1918 Rada Regencyjna mianowała go porucznikiem „z patentem” z 19 listopada 1916. W listopadzie 1918 dowodził II batalionem 34 pułku piechoty. Od stycznia 1919 dowodził oficerską kompanią karabinów maszynowych na kursach wyszkolenia oficerów piechoty. Od 1 maja do 7 czerwca 1919 był słuchaczem II Kursu adiutantów w Warszawie, a po jego ukończeniu został powołany na I Kurs Wojennej Szkoły Sztabu Generalnego. 1 grudnia 1919, po ukończeniu kursu, został przydzielony do Oddziału V Sztabu Generalnego na stanowisko naczenika 2. wydziału 2. sekcji. W lutym 1920 został przydzielony do V Brygady Jazdy na stanowisko I oficera sztabu. Na tym stanowisku walczył w czasie wojny z bolszewikami. W lipcu tego roku został przeniesiony na takie samo stanowisko do IV Brygady Jazdy, 13 lipca został szefem oddziału operacyjno-informacyjnego 1 Dywizji Jazdy. 27 sierpnia 1920 został zatwierdzony z dniem 1 kwietnia 1920 w stopniu rotmistrza, w kawalerii, w grupie oficerów byłych Korpusów Wschodnich i byłej armii rosyjskiej. We wrześniu został przydzielony do Korpusu Jazdy na stanowisko szefa oddziału operacyjno-informacyjnego, w październiku pełnił obowiązki szefa sztabu korpusu, a w listopadzie ponownie obowiązki szefa oddziału operacyjno-informacyjnego.
W grudniu 1920 objął obowiązki szefa sztabu 1 Dywizji Jazdy. W marcu 1921 został przeniesiony do VII Brygady Jazdy na stanowisko I oficera sztabu, a w maju tego roku na takie samo stanowisko do IV Brygady Jazdy. 1 listopada 1921 został przydzielony do Inspektoratu Jazdy przy Inspektoracie Armii Nr V na stanowisko referenta. 3 maja 1922 został zweryfikowany w stopniu rotmistrza ze starszeństwem z dniem 1 czerwca 1919 i 70. lokatą w korpusie oficerów jazdy (od 1924 – kawalerii), a jego oddziałem macierzystym był 2 pułk ułanów grochowskich w Suwałkach. Od 3 listopada 1922 do 15 października 1923 był słuchaczem II Kursu Doszkolenia Wyższej Szkoły Wojennej w Warszawie. Po ukończeniu kursu otrzymał dyplom naukowy oficera Sztabu Generalnego i przydział do Generalnego Inspektoratu Jazdy w Warszawie na stanowisko I referenta. 10 stycznia 1924 został odkomenderowany na trzy miesiące do Oddziału IV Sztabu Generalnego. 31 marca 1924 został awansowany na majora ze starszeństwem z dniem 1 lipca 1923 i 21. lokatą w korpusie oficerów jazdy. Z dniem 15 kwietnia tego roku został przydzielony do Departamentu II Ministerstwa Spraw Wojskowych na stanowisko kierownika referatu. 15 sierpnia 1924 został przeniesiony do 3 pułku ułanów śląskich w Tarnowskich Górach. 29 września tego roku objął stanowisko kwatermistrza pułku. 6 sierpnia 1927 został przydzielony z Departamentu Kawalerii Ministerstwa Spraw Wojskowych do składu osobowego generała do prac przy Generalnym Inspektorze Sił Zbrojnych, generała brygady Juliusza Rómmla. 23 grudnia 1927 roku został przeniesiony do 4 pułku ułanów zaniemeńskich w Wilnie na stanowisko zastępcy dowódcy pułku. 23 stycznia 1929 roku, razem z Adamem Mniszkiem i Witoldem Dzierżykraj-Morawskim został awansowany na podpułkownika ze starszeństwem z dniem 1 stycznia 1929 roku i 3. lokatą w korpusie oficerów kawalerii. W styczniu 1931 roku został mianowany dowódcą 23 pułku ułanów grodzieńskich w Podbrodziu, a później w Postawach. Na stopień pułkownika został mianowany ze starszeństwem z 1 stycznia 1936 roku i 1. lokatą w korpusie oficerów kawalerii. W 1938 został głównym instruktorem wyszkolenia bojowego i komendantem kursów doskonalących Centrum Wyszkolenia Kawalerii w Grudziądzu.
W czasie kampanii wrześniowej 1939 dostał się do niewoli sowieckiej i osadzono go w obozie w Starobielsku. Wiosną 1940 został zamordowany przez funkcjonariuszy NKWD w Charkowie i pogrzebany w Piatichatkach, gdzie od 17 czerwca 2000 mieści się oficjalnie Cmentarz Ofiar Totalitaryzmu w Charkowie.
Postanowieniem nr 112-48-07 Prezydenta RP Lecha Kaczyńskiego z 5 października 2007 został awansowany pośmiertnie na stopień generała brygady. Awans został ogłoszony 9 listopada 2007 w Warszawie, w trakcie uroczystości „Katyń Pamiętamy – Uczcijmy Pamięć Bohaterów”.
Był żonaty z Zofią z Kurkiewiczów. Dzieci nie miał.

## Ordery i odznaczenia
- Krzyż Walecznych dwukrotnie – 14 kwietnia 1922[31]
- Złoty Krzyż Zasługi – 18 marca 1932 „za zasługi na polu wyszkolenia i administracji wojska”[32]
- Medal Pamiątkowy za Wojnę 1918–1921[33]
- Medal Dziesięciolecia Odzyskanej Niepodległości[33]
- Odznaka Pamiątkowa Generalnego Inspektora Sił Zbrojnych – 12 maja 1936
- Medal Zwycięstwa
- Order Świętej Anny 3 stopnia[2]
- Order Świętego Stanisława 3 stopnia z mieczami i kokardą – 16 stycznia 1917[9][2]
- Order Świętej Anny 4 stopnia z napisem „Za odwagę” – 30 grudnia 1916[2][9]